# Sei dai tinwong
Sei dai tinwong – hongkońska muzyczna, komedia obyczajowa z 2006 roku w reżyserii Daniela Wu.

## Obsada
Źródło: Filmweb

- Conroy Chan Chi-Chung – we własnej osobie
- Andrew Lin – we własnej osobie
- Daniel Wu – we własnej osobie
- Terence Yin – we własnej osobie
- Jason Tobin – Sandy
- Tony Ho
- Jo Kuk
- Goon Chung Wong
- Candy Lo
- Karen Mok
- Nicholas Tse
- Miriam Yeung
- Jacky Cheung
- Stephen Fung
- Josie Ho
- Ella Koon
- Jackie Chan – we własnej osobie

## Nagrody
W 2007 roku podczas 26. edycji Hong Kong Film Awards Daniel Wu zdobył nagrodę Hong Kong Film Award w kategorii Best New Director. Davy Chan jako kompozytor, Jin Yi jako autorka tekstu oraz Alive byli nominowani w kategorii Best Original Film Song. Film zdobył nagrodę Film of Merit podczas Hong Kong Film Critics Society Awards.